# Comuna de Żarki
Żarki (polaco: Gmina Żarki) é uma gminy (comuna) na Polónia, na voivodia de Santa Cruz e no condado de Myszkowski. A sede do condado é a cidade de Żarki.
De acordo com os censos de 2004, a comuna tem 8155 habitantes, com uma densidade 81 hab/km².

## Área
Estende-se por uma área de 100,67 km², incluindo:
- área agricola: 55%
- área florestal: 26%

## Demografia
Dados de 30 de Junho 2004:
|                      | Total   | Total | Mulheres | Mulheres | Homens  | Homens |
| -------------------- | ------- | ----- | -------- | -------- | ------- | ------ |
|                      | pessoas | %     | pessoas  | %        | pessoas | %      |
| População            | 8155    | 100   | 4208     | 51,6     | 3947    | 48,4   |
| Densidade (pop./km²) | 81      | 100   | 41,8     | 41,8     | 39,2    | 39,2   |

De acordo com dados de 2002, o rendimento médio per capita ascendia a 1427,99 zł.

## Subdivisões
- Czatachowa, Jaroszów, Jaworznik, Kotowice, Przybynów, Suliszowice, Wysoka Lelowska, Zaborze, Zawada.

## Comunas vizinhas
- Janów, Myszków, Niegowa, Olsztyn, Poraj, Włodowice